# Bombylius haemorrhoicum
Bombylius haemorrhoicum är en tvåvingeart som först beskrevs av Friedrich Hermann Loew 1863.  Bombylius haemorrhoicum ingår i släktet Bombylius och familjen svävflugor. Inga underarter finns listade i Catalogue of Life.